# Sint-Martinuskerk (Slins)

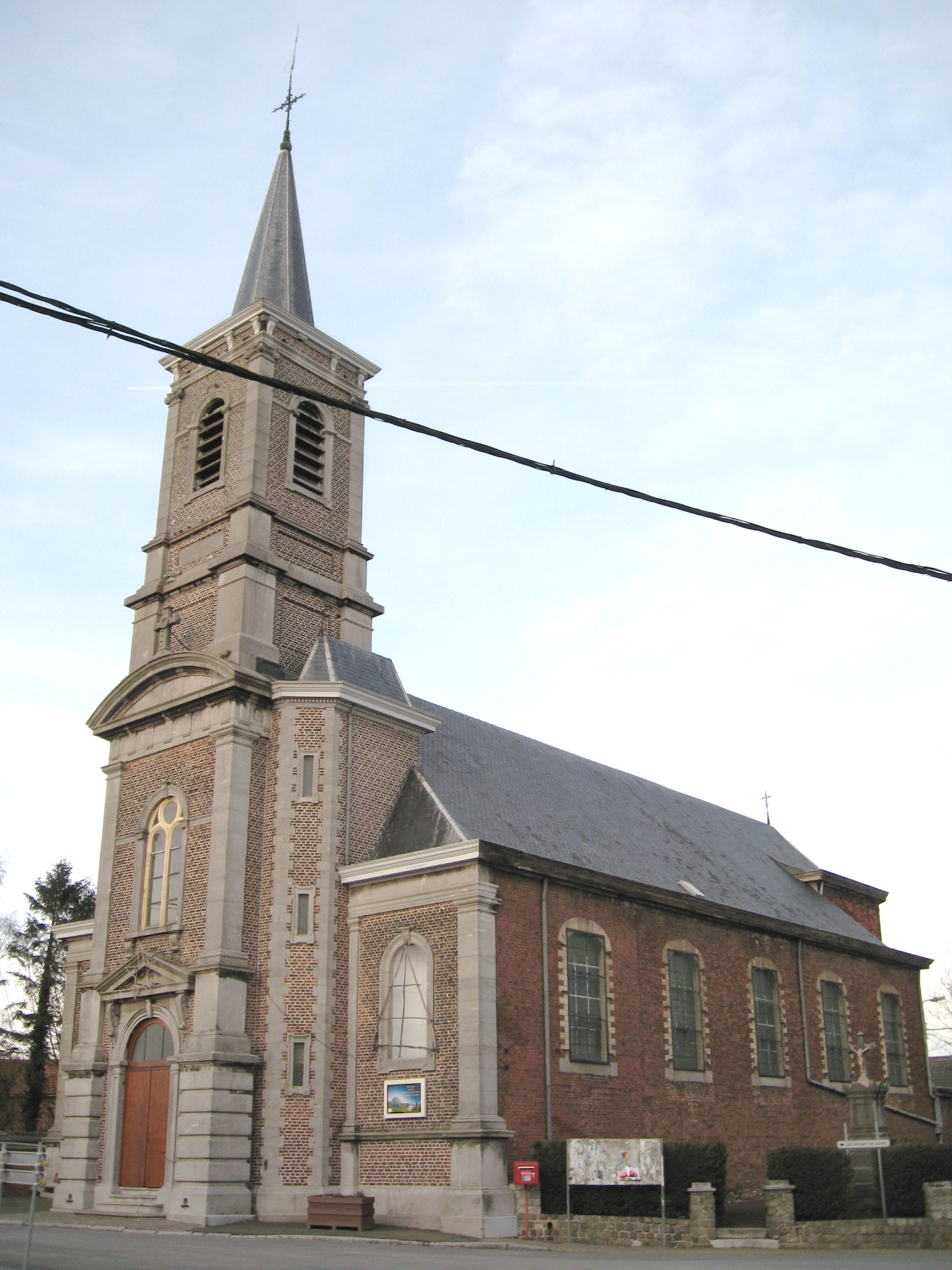
Sint-Martinuskerk

De Sint-Martinuskerk (Frans: Église Saint-Martin) is de parochiekerk van Slins in de Belgische provincie Luik.

## Gebouw
Het huidige neoclassicistische bakstenen bouwwerk stamt van 1882-1883, en de architect ervan is niet bekend. De driebeukige kerk heeft een halfingebouwde toren, gedekt door een ingesnoerde naaldspits. De voorgevel is voorzien van een gebogen fronton en boven de toegangsdeur is een tweede, driehoekig, fronton aangebracht.

## Interieur
Het hoofdaltaar is van 1701-1710 en vervaardigd door een onbekende schrijnwerker. Dit altaar bevat een schilderij, voorstellende Maria-Tenhemelopneming en afkomstig van de Sint-Lambertuskathedraal van Luik. De kerk bevat schilderingen van 1938, vervaardigd door Pierre Brouwers en voorstellende de vier Evangelisten en de twaalf Apostelen.
De zijbeuken bevatten elk een zijaltaar. Het ene heeft een beeld van Maria met Kind van omstreeks 1850. Het andere heeft een beeld van Sint-Maarten, die zijn mantel doorklieft en dat vervaardigd is in de tweede helft van de 17e eeuw.
Verder is er een beeld van Odilia, een heilige die in deze parochie bijzonder wordt vereerd en waarvan de kerk een reliek bezit.